# ティムールの門

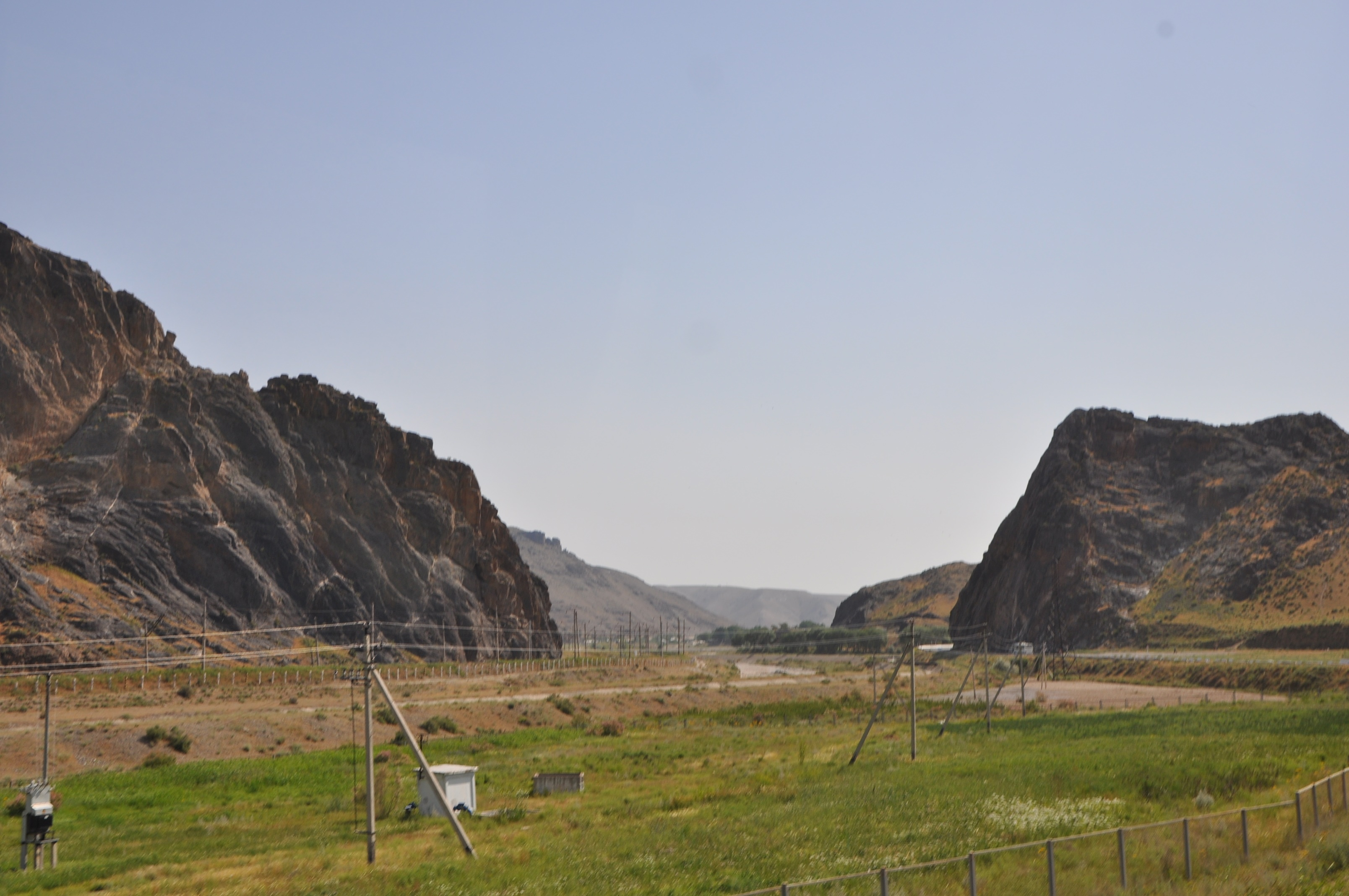
ティムールの門（ウズベキスタン・ジザフ州）

ティムールの門（ティムールのもん、英語: Timur's Gates）は、ウズベキスタン・ジザフ州ジザフ近郊の地形で、左右に山が迫るあい路である。古来サマルカンドからタシュケントがあるゴロドナヤ・ステップへ至る要路にある。

## 概要
ティムールの門は、ウズベキスタンのザラフシャン山脈の途中が切れたところにあり、ティムール（1336年 - 1405年）はここを通って東方遠征に赴いたが、遠征中に亡くなった歴史がある。

## 交通

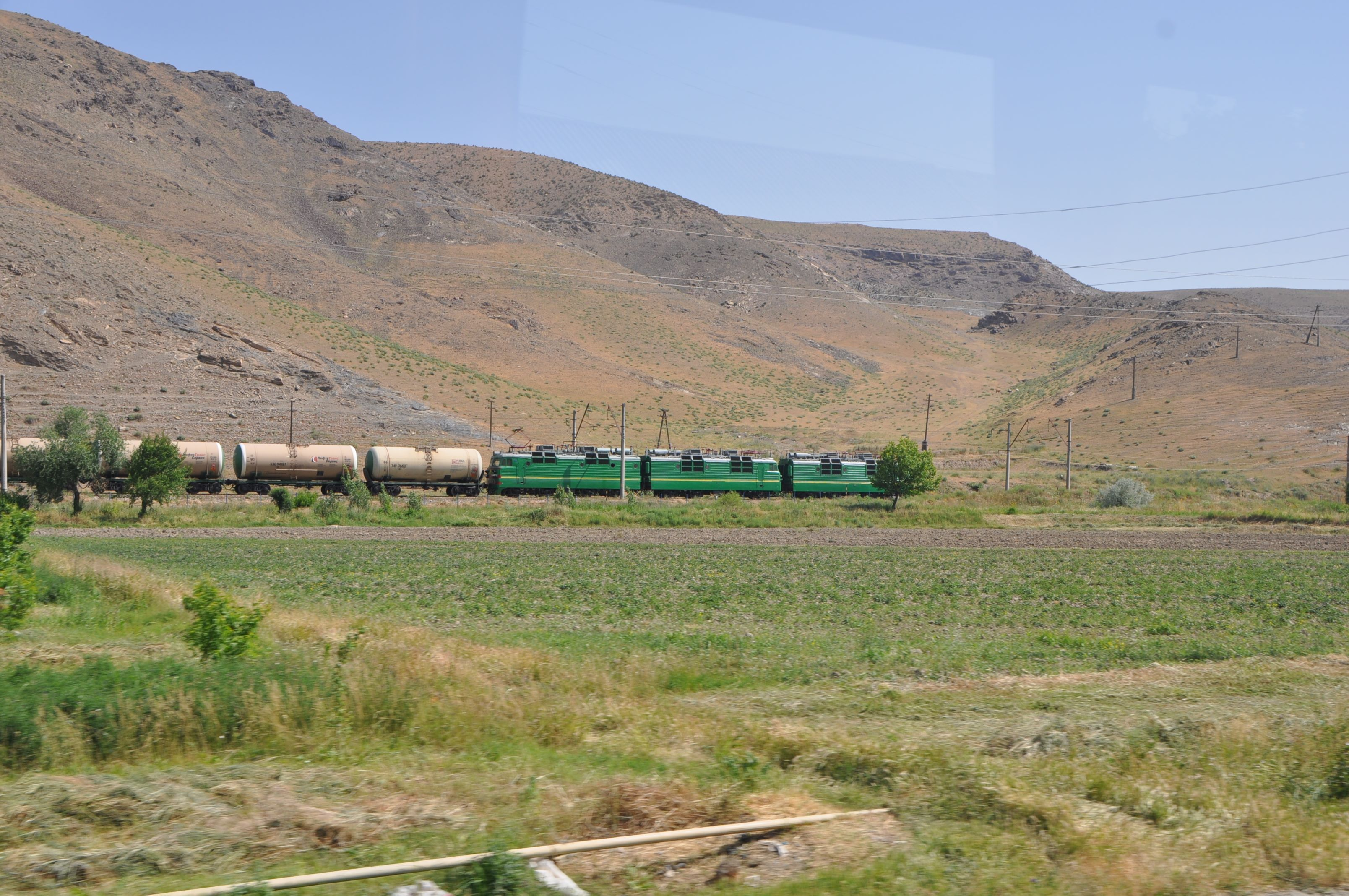
ティムールの門を行く鉄道

現在も、タシュケントからサマルカンドへの主要道路および鉄道が、ティムールの門を通過する。